# Psychisme
Le psychisme est l'ensemble des processus et phénomènes psychiques conscients ou inconscients, considéré en totalité ou par sous- ensembles, relevant de l’esprit, de l’intelligence, de l’affectivité et de la volonté constitutifs de la vie psychique d'un individu.
Dans une autre acception, le mot psychisme, accompagné d'un champ qualitatif, désigne un ensemble particulier de phénomènes psychiques formant un tout dans le tout du psychisme. Par exemple : le psychisme inconscient, le psychisme animal, le psychisme morbide.

## Étymologie, psyché et psychisme
1873 : le mot « psychisme » est dérivé de psyché, issu du grec ancien ψυχή (« âme, souffle de vie ») avec le suffixe -isme.[réf. souhaitée]
Mis à part son emploi en grec moderne et dans un registre précieux ou allusif au monde antique (en philosophie et littérature), « psyché » n'est pas un mot en usage dans les langues modernes, contrairement au terme créé de « psychisme », « mot assez barbare », qui peut correspondre, selon le philosophe Yvon Brès, à la notion plus banale de mind en anglais.
Toutefois, les mots « psyché » et « psychisme » désigneraient en général l'ensemble des phénomènes et processus pouvant être rapportés à l' « âme » « entendue au sens empirique » en deçà d'une précision d'option pour son contenu, et à l'exclusion de sa signification métaphysique ou religieuse.

## Définition du psychisme en psychologie
Dans la mesure où le mot « psychisme » « est — ou plutôt se veut — “scientifique” », pense Yvon Brès, il se définit par rapport à la science dont « il est censé désigner l'objet », c'est-à-dire la psychologie. Comme de la conscience on ne peut qu'évoquer l'expérience vécue et que par là, elle échappe à toute définition, toute définition du psychisme risque de se révéler circulaire ou pour le moins limitative. Brès propose dès lors cette définition: « on appellera “psychisme” ce qui est objet de la psychologie en tant que discipline distincte de la métaphysique et de la biologie », tout en considérant que la difficulté demeure en fonction des limites et des principes de la psychologie qui sont eux-mêmes problématiques.

## Psychanalyse
Dans L'Interprétation du rêve (1900), Sigmund Freud a cette phrase célèbre : « L'Inconscient est le psychique lui-même et son essentielle réalité » ce qui, d'après Yvon Brès, « ruinerait toute tentative de définition du psychisme à partir de la représentation (consciente ou non consciente »). Pour Brès, qui a expliqué précédemment que dans la philosophie romantique allemande, la notion d'inconscient étant utilisée « pour désigner une sorte de fondement ou de principe premier », le lien avec la représentation est rompu, cette définition freudienne de l'inconscient en psychanalyse comme le « psychique » lui-même « laisse entier le problème des caractères qui permettent de distinguer le psychique du biologique, d'une part, et du métaphysique, de l'autre ».

## Psychologie analytique
Le terme psyché est employé particulièrement par Carl Gustav Jung et en psychologie analytique.

## Théorie historico-culturelle du psychisme
La théorie historico-culturelle du psychisme soutient que le psychisme humain n'est pas seulement influencé par les racines biologiques et héréditaires de l'homme, mais aussi et surtout par son insertion au sein d'une société et d'une culture.

## Psychologie et médecine

### Peau et psychisme
La distinction soma (corps) /psyché est mise à mal lorsqu'il s'agit de la peau. Il existe des manifestations cutanées directement liées au psychisme (affections psychogènes d'ordre psychiatrique) ; des dermatoses peuvent être influencées par des facteurs psychiques (stress émotionnel). À l'inverse des dermatoses peuvent retentir sur le psychisme par leur caractère inesthétique, leur chronicité, un prurit persistant,.

## Neurologie et psychanalyse
Selon la philosophe Catherine Malabou, « la neurologie contemporaine conteste fondamentalement le concept et l'existence de ce que Freud a mis au jour sous le nom « d'énergie psychique ». Cette dernière constitue pour Freud le moteur de la régulation de tous les incidents qui surviennent au psychisme, de tout ce qui lui arrive ». Pour les neurologues en effet, « il n’y a qu’une énergie : l’énergie nerveuse » ; dès lors, « la subordination neurologique de la sexualité [...] tient précisément à la remise en question d’une énergie spécifiquement libidinale »,.